# Diocesi di Santa Elena
La diocesi di Santa Elena (in latino Dioecesis Sanctae Helenae) è una sede della Chiesa cattolica in Ecuador suffraganea dell'arcidiocesi di Guayaquil. Nel 2022 contava 340 000 battezzati su 400 000 abitanti. È retta dal vescovo Guido Iván Minda Chalá.

## Territorio
La diocesi si trova nella parte orientale dell'Ecuador e comprende l'intera provincia di Santa Elena, il cantone di Playas nella provincia del Guayas e le parrocchie civili rurali di El Morro, Posorja e Progreso nel cantone di Guayaquil nella stessa provincia del Guayas.
Sede vescovile è la città di Santa Elena, dove sorge la cattedrale di Sant'Elena.
Il territorio si estende su 6.343 km² ed è suddiviso in 28 parrocchie.

## Storia
La diocesi è stata eretta il 2 febbraio 2022 da papa Francesco con la bolla In templo Christum, ricavandone il territorio dall'arcidiocesi di Guayaquil.

## Cronotassi dei vescovi
Si omettono i periodi di sede vacante non superiori ai 2 anni o non storicamente accertati.
- Guido Iván Minda Chalá, dal 2 febbraio 2022.

## Statistiche
La diocesi, al momento dell'erezione nel 2022, su una popolazione di 400.000 persone contava 340.000 battezzati, corrispondenti all'85,0% del totale.
| anno | popolazione | popolazione | popolazione | presbiteri | presbiteri | presbiteri | presbiteri                | diaconi | religiosi | religiosi | parrocchie |
| anno | battezzati  | totale      | %           | numero     | secolari   | regolari   | battezzati per presbitero | diaconi | uomini    | donne     | parrocchie |
| ---- | ----------- | ----------- | ----------- | ---------- | ---------- | ---------- | ------------------------- | ------- | --------- | --------- | ---------- |
| 2022 | 340 000     | 400 000     | 85,0        | 43         | 29         | 14         | 7.906                     |         | 14        |           | 28         |